# Blohm & Voss Ha 140
El Blohm & Voss Ha 140 va ser un hidroavió polivalent alemany que va volar per primer cop el 1937. Estava previst el seu ús com a torpediner i com a avió de reconeixement de llarg abast.

## Disseny i desenvolupament
El Ha 140 va ser desenvolupat per satisfer un requisit del RLM per a un torpediner o avío de reconeixement bimotor. Tenia una estructura totalment metàl·lica de disseny monoplà, amb flotadors instal·lats en pilars sota els seus motors muntats a l'ala. L'ala, situada en una posició d'ala alta, tenia una secció central recta i un lleuger diedre a les seccions exteriors.
La tripulació estava formada per un pilot i un operador de ràdio, amb un tirador en una torreta giratòria al morro o en una segona posició de tir a la part posterior. El torpede o la càrrega de bombes se situava dins la badia de bombes interna.
Es van crear tres prototips i el disseny va superar al del el Heinkel He 115 durant la licitació. Tot i això, B&V no tenia prou capacitat de fabricació per a la producció de sèries i va declinar la comanda, que va passar a Heinkel.
El 1940 es va modificar el tercer prototip per provar el disseny de la cua i el mecanisme d'ala d'incidència variable usat en l'avió de passatgers BV 144.